# Sexton (artillerie)

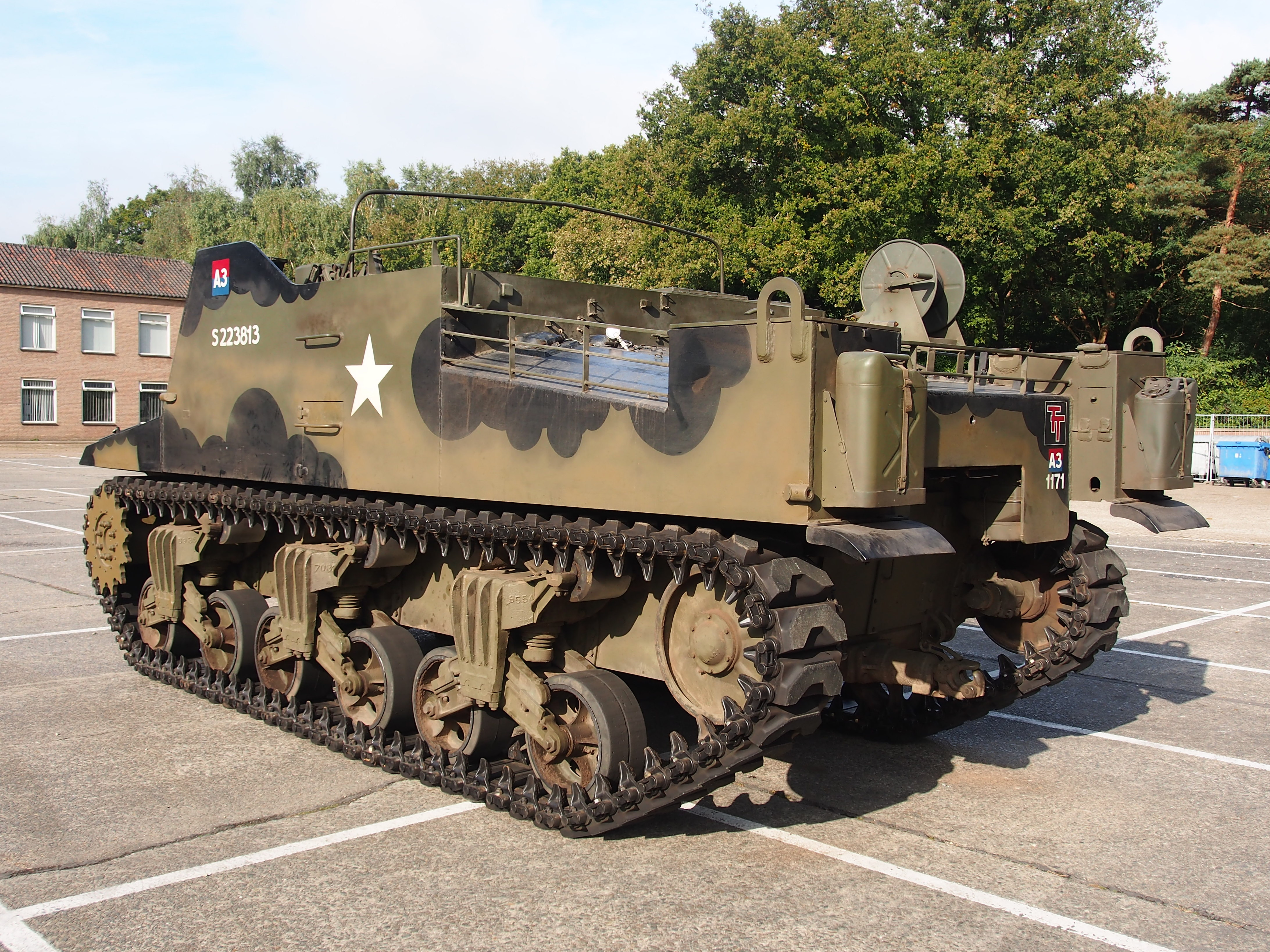
Achterzijde Sexton

De Sexton was een gecombineerd Brits-Canadees stuk gepantserde mobiele artillerie. Het prototype verscheen in 1942, als combinatie van de Canadese Ram-tank en het Britse 25-ponderkanon. Voor de productie werden de Ram-tanks gebruikt die overigens veel onderdelen gebruikten van de Amerikaanse M3 en later de M4 tanks. In totaal zijn er 2.150 exemplaren van gebouwd en de voertuigen zijn na het einde van de Tweede Wereldoorlog nog jaren in gebruik gebleven.

## Geschiedenis
In 1942 kregen een aantal Britse artillerie-eenheden de Amerikaanse M7 Priest. Deze was uitgerust met een 105 mm houwitser. Het wapen maakte een goede indruk op de troepen in Noord-Afrika, maar het had een afwijkend kaliber. Om de aanvoer van munitie zeker te stellen moesten speciale voorzieningen worden getroffen. De Britten gaven de voorkeur aan een versie met hun eigen 25-ponderkanon. De Amerikanen wilden de M7 Priest wel aanpassen, maar niet in productie nemen. De Canadezen waren wel bereid het voertuig te produceren op basis van de Ram-tank, deze laatste maakte overigens gebruik van veel onderdelen van de Amerikaanse M3 tank.

## Beschrijving
Het prototype kwam eind 1942 klaar. Het voertuig kwam goed uit de tests. Begin 1943 werd de productie opgestart bij de Montreal Locomotive Works en na 2.150 stuks staakte de productie in 1945. Volgens de traditie van de Britse artillerie kreeg het voertuig een religieuze naam, Sexton, wat in het Nederlands staat voor koster.
Het kanon stond iets links van het midden. De chauffeur zat rechts van de gevechtspositie onder in het tankchassis. De gevechtsruimte werd links en rechts afgeschermd met pantserplaten met een dikte van 12 mm. De platen aan de voorzijde waren beduidend dikker terwijl de achter- en bovenkant open waren.
Het kanon kon 25 graden naar links en 15 graden naar rechts worden gedraaid. De elevatie liep van min 9 graden naar plus 40 graden. De munitieopslag voor 112 projectielen lag onder de vloer van de gevechtsruimte. Aan de achterzijde van het voertuig was nog een kleine opslagkast met granaten voor direct gebruik.
De eerste voertuigen op het chassis van de M3 werden Sexton I genoemd. Hier werden 124 exemplaren van gemaakt. Deze versie had geen machinegeweer ter verdediging van het voertuig tegen infanterie of vliegtuigen. De Sexton II kreeg het verbeterde chassis van de M4 en twee lichte mitrailleurs.

## Inzet
Tijdens de oorlog werd de Sexton voornamelijk ingezet als veldgeschut, ter ondersteuning van de pantserdivisies in Noordwest-Europa en Noord-Afrika. De Sexton werd ook ingezet na de landing in Normandië in 1944 en bleef in dienst tot kort na de oorlog. Ook dit type kende een aantal varianten, zoals een commandantstank, waarbij het kanon verwijderd werd en er extra radio's werden toegevoegd.
De tank zelf bleef nog in Britse dienst tot in de jaren 50. De Sexton was betrouwbaar, stevig en effectief. Er werden een groot aantal exemplaren uitgevoerd en de tank bleef nog in dienst tot kort geleden in enkele legers.
Nederland nam in 1948 een aantal Sextons van de Canadezen over. Vier stuks werden ingedeeld bij de Instructiebatterij Artillerie op Motoraffuit, een onderdeel dat opleidingen verzorgde voor gemechaniseerd geschut. Tot inzet bij de parate legeronderdelen kwam het echter niet; de Sexton werd in 1951 alweer uitgefaseerd.